# Greggmar Swift
Greggmar Orial Swift (ur. 16 lutego 1991) – barbadoski lekkoatleta, płotkarz. 
Jako junior, wielokrotnie stawał na podium CARIFTA Games. W 2010 zdobył złoto mistrzostw Ameryki Środkowej i Karaibów juniorów. Rok później biegł w finale środkowoamerykańskich mistrzostw seniorów. Dotarł do półfinału uniwersjady w Shenzhen. W 2012 zdobył brąz młodzieżowych mistrzostw NACAC. W tym samym roku reprezentował Barbados na igrzyskach olimpijskich w biegu na 110 metrów przez płotki, odpadając w nich zajmując 6. miejsce w swoim biegu eliminacyjnym z czasem 13.62. Uczestnik mistrzostw świata w Moskwie (2013). W 2014 zajął 6. miejsce podczas igrzysk Wspólnoty Narodów w Glasgow, a rok później triumfował na uniwersjadzie. Czwarty zawodnik igrzysk panamerykańskich w Toronto (2015).
Wielokrotny złoty medalista mistrzostw Barbadosu.

## Rekordy życiowe
- Bieg na 60 metrów przez płotki (hala) – 7,54 (2015) rekord Barbadosu
- Bieg na 110 metrów przez płotki – 13,28 (2015)

Do Swifta należy także aktualny rekord Barbadosu juniorów w biegu na 60 metrów przez płotki (7,91).